# Stachys sanchezii
Stachys sanchezii là một loài thực vật có hoa trong họ Hoa môi. Loài này được Rzed. & A.García miêu tả khoa học đầu tiên năm 1984.